# Vladiszlav Viktorovics Vascsuk
Vladiszlav Viktorovics Vascsuk (Ukránul: Владислав Вікторович Ващук; Aşgabat, 1975. január 2. –) ukrán válogatott labdarúgó.

## Sikerei, díjai
Sahtar Doneck
- Ukrán bajnok (9): 1993–94, 1994–95, 1995–96, 1996–97, 1997–98, 1998–99, 1999–00, 2000–2001, 2006–07
- Ukrán kupagyőztes (6): 1996, 1998, 1999, 2000, 2006, 2007
- Ukrán szuperkupagyőztes (1): 2006

## Külső hivatkozások
- Vladiszlav Vascsuk a national-football-teams.com honlapján